# Marcel de Quervain
Marcel de Quervain (Zurigo, 17 maggio 1915 – Zurigo, 16 febbraio 2007) è stato un fisico e chimico svizzero.

## Vita
Marcel de Quervain, figlio di Alfred de Quervain, sposò Rita Wismer, figlia del chimico Heinrich Wismer, nel 1947.
Tra il 1935 e il 1939 studiò scienze naturali all'ETH di Zurigo. Lì lavorò anche come assistente di Paul Scherrer e conseguì il dottorato nel 1944.

## Attività
Dal 1945 de Quervain fu attivo presso l'Istituto federale per la ricerca sulla neve e le valanghe (SLF). Durante questo periodo sono sorti molti lavori sulle proprietà meccaniche e fisiche della neve. Dal 1948 al 1949 de Quervain ha lavorato presso il National Research Council di Ottawa . In seguito ha coperto una posizione di direttore dell'SLF tra il 1950 e il 1980.